# Automobil-Weltmeisterschaft 1966

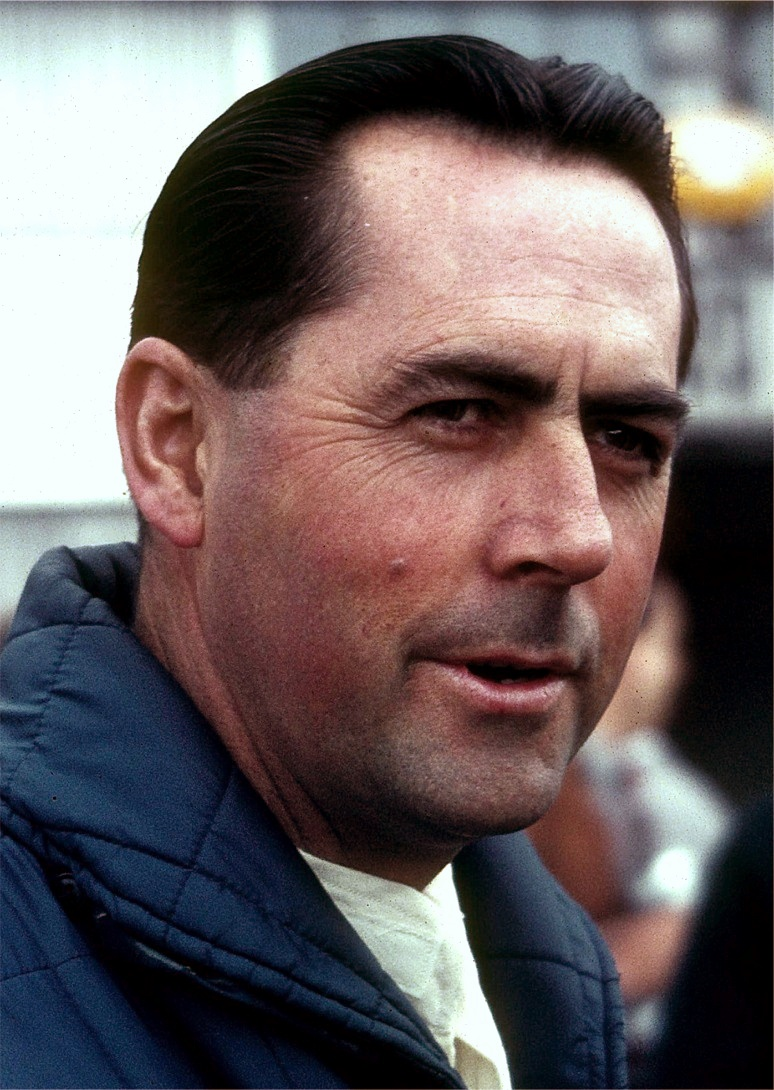
1966 zum dritten Mal Fahrerweltmeister: Jack Brabham

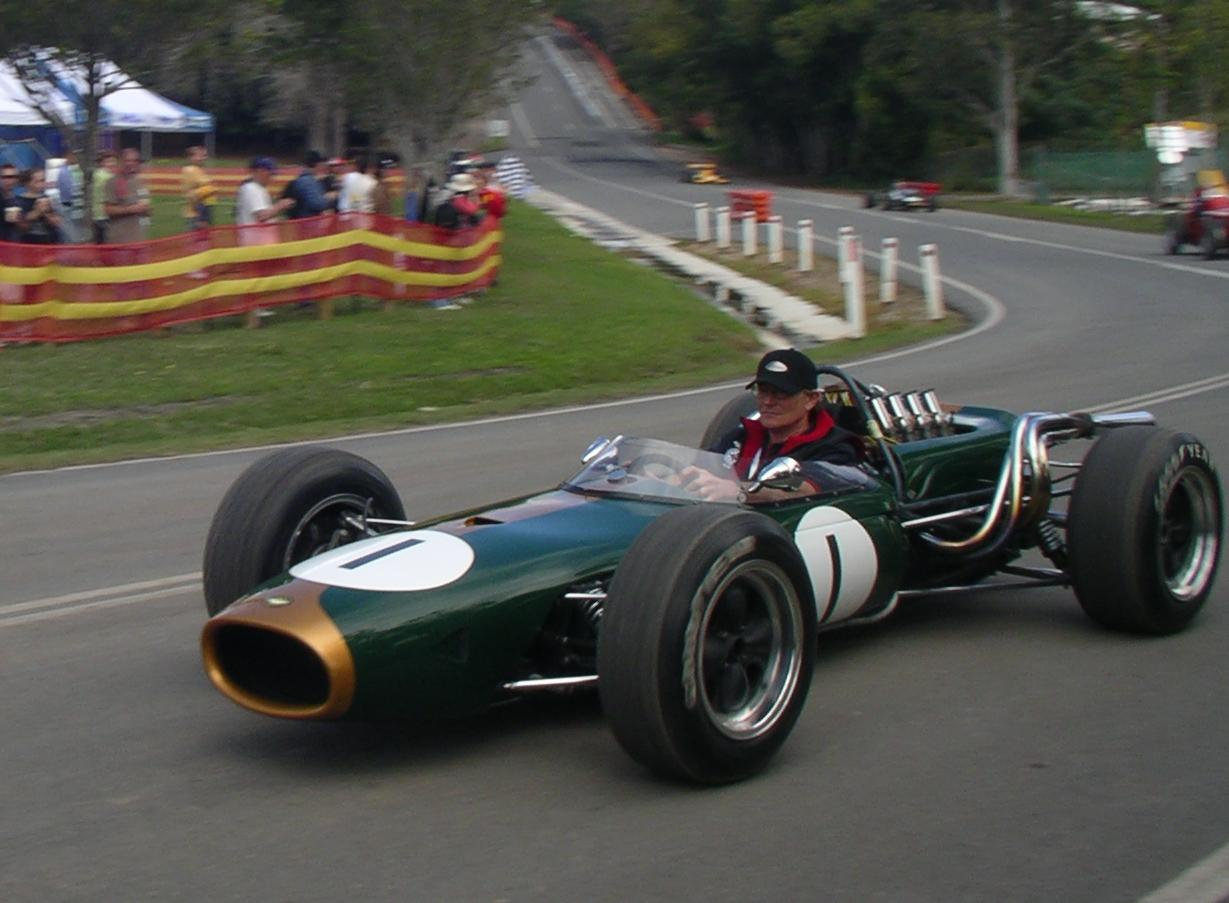
Erreichte 1966 vier Siege in Folge: Der Brabham BT19

Die Automobil-Weltmeisterschaft 1966 war die 17. Saison der Automobil-Weltmeisterschaft, die heutzutage als Formel-1-Weltmeisterschaft bezeichnet wird. In ihrem Rahmen wurden über neun Rennen in der Zeit vom 22. Mai 1966 bis zum 23. Oktober 1966 die Fahrerweltmeisterschaft und der Internationale Pokal der Formel-1-Konstrukteure ausgetragen.
Der FIA-Ehrentitel Großer Preis von Europa wurde 1966 an den Großen Preis von Frankreich vergeben.
Jack Brabham gewann zum dritten Mal nach 1959 und 1960 die Fahrerwertung. Das Team Brabham-Repco wurde zum ersten Mal Konstrukteursweltmeister. Damit gewann zum ersten und bisher einzigen Mal ein Fahrer in einem selbst konstruierten Auto die Weltmeisterschaft.

## Änderungen 1966

### Dreiliterformel
1966 war in der Weltmeisterschaft das erste Jahr der sogenannten Dreiliterformel. Seit Saisonbeginn war die Hubraumgrenze der Saugmotoren auf 3,0 Liter angehoben; aufgeladene Triebwerke durften ein Volumen von 1,3 bis 1,5 Litern haben. Erstmals wurde hier zur Aufladung neben dem Kompressor auch der Turbolader zugelassen, dieser kam aber erst in der Formel-1-Saison 1977 bei Renault zum Einsatz.
Obwohl diese Regeländerung bereits im November 1963 beschlossen worden war, waren zu Saisonbeginn nur drei Motorentypen verfügbar, die auf die neuen Bedingungen zugeschnitten waren. Dabei handelte es sich um die Motoren von Repco, Ferrari und Maserati. Die Repco- und Ferrari-Motoren waren Neuentwicklungen; bei dem Maserati-Motor hingegen handelte es sich um eine aufgebohrte Version des Zwölfzylindertriebwerks, das 1957 zu einigen Rennen eingesetzt worden war. Das Repco-Aggregat basierte auf einem Achtzylindermotor von Oldsmobile, der in Australien nach einer Hubraumänderung mit Leichtmetall-Zylinderköpfen versehen war.
Die Verbreitung der neu konstruierten Motoren war begrenzt. Ferrari behielt den neuen Zwölfzylinder seinem Werksteam vor, Maserati rüstete exklusiv das Cooper-Team mit V12 aus, und der Repco-V8-Motor wurde allein vom Brabham-Team eingesetzt, das die Entwicklung des Triebwerks in Auftrag gegeben hatte.
Zwar befanden sich weitere Motoren in der Entwicklung, sie waren aber zu Saisonbeginn nicht einsatzbereit. Viele Teams behalfen sich daher zunächst mit Übergangslösungen. Zumeist wurden die in der 1,5-Liter-Formel verwendeten Achtzylindermotoren von Coventry Climax und B.R.M. aufgebohrt, sodass sie einen Hubraum von 2,0 bzw. 2,5 Litern erreichten. Auch der bis 1960 verwendete 2,5-Liter-Vierzylinder-Coventry wurde wieder genutzt, mit immerhin 2,7 Litern, so wie schon 1961 von Brabham beim Indy 500 genutzt. Während BRM einen neuen Dreiliter in Angriff nahm hat Coventry Climax von einer Neuentwicklung abgesehen, damit verloren einige Teams ihren Motorenlieferanten, vor allem Team Lotus mit dem zweifachen Weltmeister Jim Clark. Lotus war seit 1963 beim Indy 500 mit einem 4,2-Liter-V8 von Ford unterwegs; die deutlich über 400 PS starke DOHC-Variante hat erstmals 1965 im Lotus 38 von Jim Clark das Indy 500 gewonnen, und auch in den Folgejahren, wobei ab 1968 die Karten durch Offenhauser mit Turboaufladung neu gemischt wurden, nun waren standfeste 700 PS aus 2,65 Litern Hubraum in den „Nudeltöpfen“ unterwegs. Ford schaffte den Umstieg mit Verkleinerung samt Aufladung erfolgreich, siegte 1969 in Indy 500, und sogar noch einmal 1977 als Foyt. Dass Lotus in genauer Kenntnis der Serienbasis dieser Ford-Maschine 1965/66 von einer Anpassung an F1-Verhältnisse abgesehen hat, hat Bruce McLaren, der seit 1964 im Ford Advanced Vehicles Programm für den Ford GT40 involviert war und damit 1966 Le Mans gewann, nicht davon abgehalten, Drittfirmen mit einem Umbau zu beauftragen. Weil der verkleinerte Saugmotor mit gut 300 PS nun wesentlich schwächer aber immer noch zu schwer war, und nachdem McLaren als Darsteller des Grand-Prix-Films bei seinem Konstrukteurs-Debüt in Monaco mit Ölverlust ausschied, wurde fortan ein V8-Sportwagentriebwerk der italienischen Scuderia Serenissima eingesetzt. Das war noch schwächer, aber F1-tauglich leicht. Bei den letzten beiden Rennen in Nordamerika wurde wieder der Ford verwendet, und immerhin einmal in die Punkteränge gefahren. 

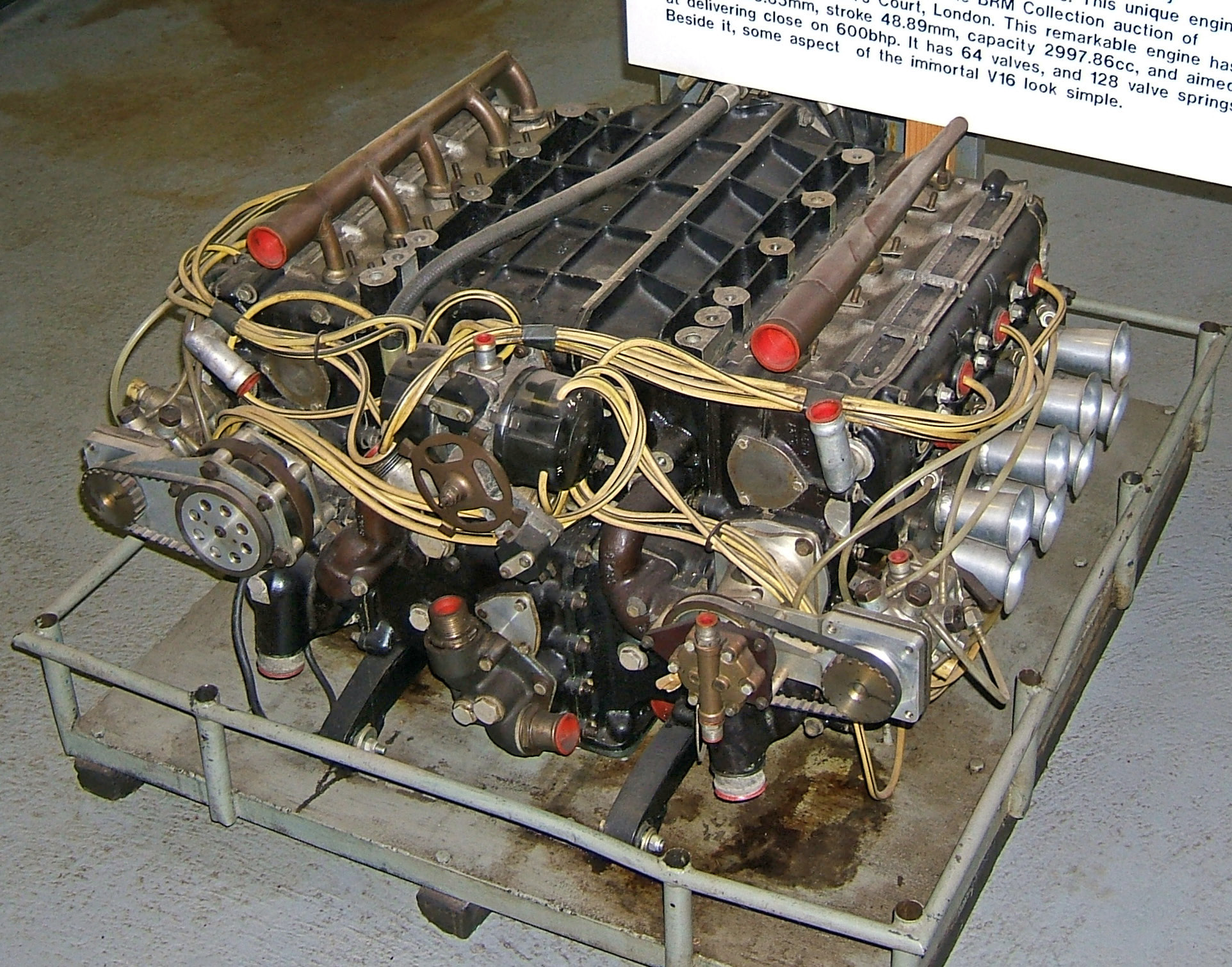
Der H-16-Motor von BRM

Im Laufe des Jahres entstand bei B.R.M. ein neuer, 3,0 Liter großer Sechzehnzylindermotor, der eine H-Auslegung aufwies. Er bestand aus zwei übereinander liegenden Achtzylindermotoren mit jeweils 1,5 Litern Hubraum, die über Stirnräder miteinander verbunden waren. Das Triebwerk war schwer, kompliziert und defektanfällig. Es wurde ab Sommer 1966 vom B.R.M.-Werksteam sowie von Lotus verwendet; nur ein Jim Clark konnte damit einen F1-Sieg erringen. 
Die Motorensituation wurde vor allem von den britischen Teams als unbefriedigend empfunden. Colin Chapman, Chef des Teams Lotus und bereits seit Ende 1965 den Ford-Cosworth für Mitte 1967 in Aussicht habend, appellierte im Sommer 1966 öffentlich an die Autoindustrie sowie an die britische Regierung, einen ebenso leistungsstarken wie leicht verfügbaren Motor für die britischen Teams zu entwickeln bzw. die Entwicklung zu unterstützen. Die Bemühungen mündeten in der Entwicklung des Cosworth-DFV-Motors, der ab 1967 zunächst Lotus und später allen Teams als Kundenmotor zur Verfügung gestellt wurde. Nebenbei verzettelten sich Lotus und andere mit Gasturbine und Allradantrieb für das Indy 500 und auch bei F1-Rennen.

### Teams
1966 traten zwei neue Konstrukteure in der Formel-1-Weltmeisterschaft an: Der Neuseeländer Bruce McLaren gründete das Team Bruce McLaren Motor Racing, und Dan Gurney etablierte den Rennstall Anglo American Racers (AAR), dessen Fahrzeuge unter der Bezeichnung Eagle antraten. AAR brachte mit Weslake zudem einen weiteren Motorenkonstrukteur in die Formel 1.
Der britische Konstrukteur Paul Emery, der in den 1950er-Jahren das Team Emeryson betrieben hatte, unternahm beim britischen Grand Prix mit dem Shannon SH-1 einen neuen Versuch, sich in der Formel 1 zu etablieren, scheiterte aber schon nach nur einem Einsatz.

## Rennberichte

### Großer Preis von Monaco
| Platz | Fahrer          | Konstrukteur | Zeit      |
| ----- | --------------- | ------------ | --------- |
| 1     | Jackie Stewart  | B.R.M.       | 2:33:10,5 |
| 2     | Lorenzo Bandini | Ferrari      | + 40,2    |
| 3     | Graham Hill     | B.R.M.       | + 1 Runde |
| PP    | Jim Clark       | Lotus-Climax | 1:29,0    |
| SR    | Lorenzo Bandini | Ferrari      | 1:29,8    |

Der Große Preis von Monaco fand am 22. Mai 1966 auf dem Circuit de Monaco statt und ging über eine Distanz von 100 Runden à 3,145 km, was einer Gesamtdistanz von 314,500 km entspricht.
Das erste WM-Rennen der neuen 3-Liter-Formel-1 war durch zahlreiche Ausfälle gekennzeichnet. Nur vier Fahrzeuge erreichten das Ziel in Wertung. Sieger Jackie Stewart steuerte einen B.R.M. mit lediglich 2,5 l Hubraum und musste sich zunächst John Surtees im 3-Liter-Ferrari beugen, bis dieser ausfiel. Bemerkenswert war ferner eine Aufholjagd von Jim Clark, der am Start stehengeblieben war und sich vom letzten auf den vierten Platz vorkämpfte, bis er in der 61. Runde ausfiel.
Stewart gewann das Rennen vor Lorenzo Bandini und Graham Hill.

### Großer Preis von Belgien
| Platz | Fahrer          | Konstrukteur | Zeit      |
| ----- | --------------- | ------------ | --------- |
| 1     | John Surtees    | Ferrari      | 2:09:11,3 |
| 2     | Jochen Rindt    | Cooper       | + 42,1    |
| 3     | Lorenzo Bandini | Ferrari      | + 1 Runde |
| PP    | John Surtees    | Ferrari      | 3:38,0    |
| SR    | John Surtees    | Ferrari      | 4:18,7    |

Der Große Preis von Belgien fand am 12. Juni 1966 auf dem Circuit de Spa-Francorchamps statt und ging über eine Distanz von 28 Runden à 14,12 km, was einer Gesamtdistanz von 394,783 km entspricht.
Von 17 Autos blieben zwei beim Start stehen, acht schieden in der ersten Runde aus, als die Fahrer von einem Regenschauer überrascht wurden. Jackie Stewart war dabei der einzige Verletzte. In dem Rennfilm Grand Prix ist ganz kurz zu sehen, wie das Feld mit gelben Flaggen angehalten wird, weil die Strecke blockiert war.
Nach einem Neustart entwickelte sich ein Zweikampf um die Spitze zwischen John Surtees und Jochen Rindt, den Surtees nach einem Defekt an Rindts Cooper für sich entscheiden konnte. Sieben Fahrer erreichten das Ziel; bei zweien war der Rückstand so groß, dass sie nicht gewertet wurden.
John Surtees gewann das Rennen vor Jochen Rindt und Lorenzo Bandini.

### Großer Preis von Frankreich/Europa
| Platz | Fahrer          | Konstrukteur  | Zeit       |
| ----- | --------------- | ------------- | ---------- |
| 1     | Jack Brabham    | Brabham-Repco | 1:48:31,3  |
| 2     | Mike Parkes     | Ferrari       | + 9,5      |
| 3     | Denis Hulme     | Brabham-Repco | + 2 Runden |
| PP    | Lorenzo Bandini | Ferrari       | 2:07,8     |
| SR    | Lorenzo Bandini | Ferrari       | 2:11,3     |

Der Große Preis von Frankreich fand am 3. Juli 1966 auf dem Circuit de Reims-Gueux statt und ging über eine Distanz von 48 Runden à 8,302 km, was einer Gesamtdistanz von 398,5 km entspricht. Der Grand Prix trug in diesem Jahr den Ehrentitel Großer Preis von Europa.
Auf dem Weg zu diesem Grand Prix verunglückte Giuseppe Farina, der Weltmeister des Jahres 1950, bei einem Autounfall tödlich. John Surtees hatte das Ferrari-Team nach dem Grand Prix von Belgien im Streit verlassen und war zu Cooper-Maserati gewechselt. Aufgrund der motorischen Überlegenheit und der in Reims vorherrschenden langen Geraden hätte dies dennoch zu einem Rennen der Ferrari werden sollen. So führte Lorenzo Bandini auch bis zur 31. Runde, bis ihn ein Motorschaden so weit zurückwarf, dass er nicht mehr gewertet werden konnte. Es siegte zum ersten Mal in dieser Saison Jack Brabham auf dem motorisch etwas unterlegenen, aber zuverlässigen Brabham-Repco. Es war das erste Mal, dass ein Fahrer auf einem von ihm selbst konzipierten Fahrzeug einen Grand Prix gewann.
Jack Brabham gewann das Rennen vor Mike Parkes und Denis Hulme.

### Großer Preis von Großbritannien
| Platz | Fahrer       | Konstrukteur  | Zeit      |
| ----- | ------------ | ------------- | --------- |
| 1     | Jack Brabham | Brabham-Repco | 2:13:13,4 |
| 2     | Denis Hulme  | Brabham-Repco | +9,6      |
| 3     | Graham Hill  | B.R.M.        | + 1 Runde |
| PP    | Jack Brabham | Brabham-Repco | 1:34,5    |
| SR    | Jack Brabham | Brabham-Repco | 1:37,0    |

Der Große Preis von Großbritannien fand am 16. Juli 1966 in Brands Hatch statt und ging über eine Distanz von 80 Runden à 4,265 km, was einer Gesamtdistanz von 341,2 km entspricht.
Ferrari fehlte aufgrund eines Streiks in Italien bei diesem Grand Prix. So siegte Jack Brabham mit seiner Eigenkonstruktion unangefochten vor seinem Teamkollegen Denis Hulme und Graham Hill.

### Großer Preis der Niederlande
| Platz | Fahrer       | Konstrukteur  | Zeit       |
| ----- | ------------ | ------------- | ---------- |
| 1     | Jack Brabham | Brabham-Repco | 2:20:32,5  |
| 2     | Graham Hill  | B.R.M.        | + 1 Runde  |
| 3     | Jim Clark    | Lotus         | + 2 Runden |
| PP    | Jack Brabham | Brabham-Repco | 1:28,1     |
| SR    | Denis Hulme  | Brabham-Repco | 1:30,6     |

Der Große Preis der Niederlande fand am 24. Juli 1966 in Zandvoort statt und ging über eine Distanz von 90 Runden à 4,193 km, was einer Gesamtdistanz von 377,37 km entspricht.
Im Rennen entwickelte sich zunächst ein spannender Kampf zwischen Jim Clark, Jack Brabham, Graham Hill und Denis Hulme. Ab der 30. Runde begann Clark, sich vom Feld zu lösen, ein undichtes Kühlsystem zwang ihn jedoch kurz vor Ende des Rennens mehrfach Kühlwasser nachzufüllen, so dass er auf den dritten Platz zurückfiel. Es siegte erneut Brabham, diesmal vor Hill.
Jack Brabham gewann das Rennen vor Graham Hill und Jim Clark.

### Großer Preis von Deutschland
| Platz | Fahrer       | Konstrukteur    | Zeit      |
| ----- | ------------ | --------------- | --------- |
| 1     | Jack Brabham | Brabham-Repco   | 2:27:03,0 |
| 2     | John Surtees | Cooper-Maserati | + 44,4    |
| 3     | Jochen Rindt | Cooper-Maserati | + 2:32,6  |
| PP    | Jim Clark    | Lotus-Climax    | 8:16,5    |
| SR    | John Surtees | Cooper-Maserati | 8:49,0    |

Der Große Preis von Deutschland fand am 7. August 1966 auf dem Nürburgring statt und ging über eine Distanz von 15 Runden à 22,810 km, was einer Gesamtdistanz von 342,15 km entspricht.
Um den Zuschauern auf der sehr langen und materialmordenden Strecke stets genügend Fahrzeuge präsentieren zu können, entschloss sich die Rennleitung, das Formel-1-Feld mit in getrennter Wertung laufenden Formel-2-Wagen zu ergänzen. Das Rennen selbst war nicht sehr spannend. Jack Brabham gelang erneut ein Start-Ziel-Sieg. Der Zweite John Surtees und der Dritte Jochen Rindt behielten ihre Positionen ebenfalls das ganze Rennen lang bei. Die Formel-2-Wertung gewann Jean-Pierre Beltoise.
Überschattet wurde das Rennen durch den tödlichen Unfall John Taylors, der bereits in der ersten Runde nach einer Kollision mit Jacky Ickx von der Strecke abkam und in ein Streckenwärterhäuschen fuhr. Das Fahrzeug fing Feuer, Taylor erlag Wochen später den erlittenen Brandverletzungen.

### Großer Preis von Italien
| Platz | Fahrer              | Konstrukteur  | Zeit      |
| ----- | ------------------- | ------------- | --------- |
| 1     | Ludovico Scarfiotti | Ferrari       | 1:47:14,8 |
| 2     | Mike Parkes         | Ferrari       | + 5,8     |
| 3     | Denis Hulme         | Brabham-Repco | + 6,1     |
| PP    | Mike Parkes         | Ferrari       | 1:31,3    |
| SR    | Ludovico Scarfiotti | Ferrari       | 1:32,4    |

Der Große Preis von Italien fand am 4. September 1966 auf dem Autodromo Nazionale in Monza statt und ging über eine Distanz von 68 Runden à 5,750 km, was einer Gesamtdistanz von 391 km entspricht.
Monza sah, wie immer in jenen Jahren, ein Großaufgebot von Ferrari. Gleich vier Fahrzeuge standen am Start. Da Monza zu dieser Zeit noch nicht durch Schikanen „entschärft“ war und Überholen noch ohne große Probleme möglich war, entwickelten sich hier immer sehr spannende Rennen. So auch in diesem Jahr. Zunächst wechselte die Führung ständig zwischen Bandini, Parkes, Brabham und Surtees, bis ab der Hälfte des Rennens der Ferrari-Pilot Ludovico Scarfiotti das Feld hinter sich halten konnte und so seinen ersten und einzigen Grand Prix gewann. Um den zweiten Platz stritten sich bis zur Ziellinie Denis Hulme und Mike Parkes, wobei letztgenannter den Kampf für sich entscheiden konnte. Jack Brabham, der dieses Rennen nicht beenden konnte, wurde durch den Ausfall John Surtees’ Formel-1-Weltmeister. Der erste und bis dato einzige, der dies auf einem Wagen schaffte, der auch von ihm selbst konstruiert wurde.

### Großer Preis der USA
| Platz | Fahrer       | Konstrukteur  | Zeit       |
| ----- | ------------ | ------------- | ---------- |
| 1     | Jim Clark    | Lotus         | 2:09:40,11 |
| 2     | Jochen Rindt | Cooper        | + 1 Runde  |
| 3     | John Surtees | Cooper        | + 1 Runde  |
| PP    | Jack Brabham | Brabham-Repco | 1:08,42    |
| SR    | John Surtees | Cooper        | 1:09,67    |

Der Große Preis der USA fand am 2. Oktober 1966 in Watkins Glen statt und ging über eine Distanz von 108 Runden à 3,701 km, was einer Gesamtdistanz von 399,7 km entspricht.
Das Rennen sah zunächst Lorenzo Bandini in Führung. Nach seinem Ausfall lag der neue Weltmeister Brabham vorn, schied aber etwa zur Hälfte ebenfalls aus. Dadurch gelang Jim Clark vor Jochen Rindt und John Surtees der erste Grand-Prix-Sieg in dieser Saison, der zugleich auch der erste Sieg eines H-Motors von B.R.M. war.

### Großer Preis von Mexiko
| Platz | Fahrer         | Konstrukteur  | Zeit       |
| ----- | -------------- | ------------- | ---------- |
| 1     | John Surtees   | Cooper        | 2:06:35,34 |
| 2     | Jack Brabham   | Brabham-Repco | + 7,88     |
| 3     | Denis Hulme    | Brabham-Repco | + 1 Runde  |
| PP    | John Surtees   | Cooper        | 1:53,18    |
| SR    | Richie Ginther | Honda         | 1:53,75    |

Der Große Preis von Mexiko fand am 23. Oktober 1966 auf dem Autódromo Hermanos Rodríguez statt und ging über eine Distanz von 65 Runden à 5,00 km, was einer Gesamtdistanz von 325 km entspricht.
Zum Abschluss der Saison zeigte John Surtees noch einmal, was für ein überragender Fahrer Ferrari durch ihn verloren gegangen war. Mit dem übergewichtigen Cooper-Maserati gelang ihm ein überlegener Sieg vor Jack Brabham und Denis Hulme.

## Weltmeisterschaftswertungen

### Fahrerwertung
Für die Fahrerweltmeisterschaft 1966 galten folgende Regeln der Punkteverteilung:
| Platz 1 | 9 Punkte |
| Platz 2 | 6 Punkte |
| Platz 3 | 4 Punkte |
| Platz 4 | 3 Punkte |
| Platz 5 | 2 Punkte |
| Platz 6 | 1 Punkt  |

- Es gingen nur die besten fünf Resultate aus den neun Rennen in die Wertung ein.

| Pos. | Fahrer               | Konstrukteur |         |         |         |         |         |         |         |         |         | Punkte  |
| 01   | Jack Brabham         | Brabham      | DNF     | (4)     | 0001000 | 0001000 | 0001000 | 0001000 | DNF     | DNF     | 2       | 42 (45) |
| 02   | John Surtees         | Ferrari      | DNF     | 0001000 |         |         |         |         |         |         |         | 28      |
| 02   | John Surtees         | Cooper       |         |         | DNF     | DNF     | DNF     | 2       | DNF     | 3       | 0001000 | 28      |
| 03   | Jochen Rindt         | Cooper       | DNF     | 2       | 4       | (5)     | DNF     | 3       | 4       | 2       | DNF     | 22 (24) |
| 04   | Denis Hulme          | Brabham      | DNF     | DNF     | 3       | 2       | DNF     | DNF     | 3       | DNF     | 3       | 18      |
| 05   | Graham Hill          | B.R.M.       | 3       | DNF     | DNF     | 3       | 2       | 4       | DNF     | DNF     | DNF     | 17      |
| 06   | Jim Clark            | Lotus        | DNF     | DNF     | DNS     | 4       | 3       | DNF     | DNF     | 0001000 | DNF     | 16      |
| 07   | Jackie Stewart       | B.R.M.       | 0001000 | DNF     |         | DNF     | 4       | 5       | DNF     | DNF     | DNF     | 14      |
| 08   | Lorenzo Bandini      | Ferrari      | 2       | 3       | DNC     |         | 6       | 6       | DNF     | DNF     |         | 12      |
| 09   | Mike Parkes          | Ferrari      |         |         | 2       |         | DNF     | DNF     | 2       |         |         | 12      |
| 10   | Ludovico Scarfiotti  | Ferrari      |         |         |         |         |         | DNF     | 0001000 |         |         | 9       |
| 11   | Richie Ginther       | Cooper       | DNF     | 5       |         |         |         |         |         |         |         | 5       |
| 11   | Richie Ginther       | Honda        |         |         |         |         |         |         | DNF     | DNC     | 4       | 5       |
| 12   | Mike Spence          | Lotus        | DNF     | DNF     | DNF     | DNF     | 5       | DNF     | 5       | DNF     | DNS     | 4       |
| 13   | Dan Gurney           | Eagle        |         | DNC     | 5       | DNF     | DNF     | 7       | DNF     | DNF     | 5       | 4       |
| 14   | Bob Bondurant        | B.R.M.       | 4       | DNF     |         | 9       |         | DNF     | 7       |         |         | 3       |
| 14   | Bob Bondurant        | Eagle        |         |         |         |         |         |         |         | DNF     | DNF     | 3       |
| 15   | Jo Siffert           | Brabham      | DNF     |         |         |         |         |         |         |         |         | 3       |
| 15   | Jo Siffert           | Cooper       |         | DNF     | DNF     | DNC     | DNF     |         | DNF     | 4       | DNF     | 3       |
| 16   | Bruce McLaren        | McLaren      | DNF     | DNS     |         | 6       | DNS     |         |         | 5       | DNF     | 3       |
| 17   | Joakim Bonnier       | Cooper       | DNC     |         |         | DNF     | 7       | DNF     | DNF     | DNC     | 6       | 1       |
| 17   | Joakim Bonnier       | Brabham      |         | DNF     | DNC     |         |         |         |         |         |         | 1       |
| 18   | Bob Anderson         | Brabham      | DNF     |         | 7       | DNC     | DNF     | DNF     | 6       |         |         | 1       |
| 19   | Peter Arundell       | Lotus        |         | DNS     | DNF     | DNF     | DNF     | 12      | 8       | 6       | 7       | 1       |
| 20   | John Taylor          | Brabham      |         |         | 6       | 8       | 8       | DNF     |         |         |         | 1       |
| 21   | Chris Irwin          | Brabham      |         |         |         | 7       |         |         |         |         |         | 0       |
| 22   | Chris Amon           | Cooper       |         |         | 8       |         |         |         |         |         |         | 0       |
| 22   | Chris Amon           | Brabham      |         |         |         |         |         |         | DNQ     |         |         | 0       |
| 23   | Ronnie Bucknum       | Honda        |         |         |         |         |         |         |         | DNF     | 8       | 0       |
| 24   | Jean-Pierre Beltoise | Matra        |         |         |         |         |         | 8       |         |         |         | 0       |
| 25   | Guy Ligier           | Cooper       | DNC     | DNC     | DNC     | 10      | 9       | DNS     |         |         |         | 0       |
| 26   | Hubert Hahne         | Matra        |         |         |         |         |         | 9       |         |         |         | 0       |
| 27   | Giacomo Russo        | Lotus        |         |         |         |         |         |         | 9       |         |         | 0       |
| 28   | Jo Schlesser         | Matra        |         |         |         |         |         | 10      |         |         |         | 0       |
| 29   | Chris Lawrence       | Cooper       |         |         |         | 11      |         | DNF     |         |         |         | 0       |
| 30   | Hans Herrmann        | Brabham      |         |         |         |         |         | 11      |         |         |         | 0       |
| 31   | Giancarlo Baghetti   | Ferrari      |         |         |         |         |         |         | DNC     |         |         | 0       |
|      | Pedro Rodriguez      | Lotus        |         |         | DNF     |         |         | DNF     |         | DNF     | DNF     | 0       |
|      | Innes Ireland        | B.R.M.       |         |         |         |         |         |         |         | DNF     | DNF     | 0       |
|      | Trevor Taylor        | Shannon      |         |         |         | DNF     |         |         |         |         |         | 0       |
|      | Piers Courage        | Lotus        |         |         |         |         |         | DNF     |         |         |         | 0       |
|      | Alan Rees            | Brabham      |         |         |         |         |         | DNF     |         |         |         | 0       |
|      | Kurt Ahrens          | Brabham      |         |         |         |         |         | DNF     |         |         |         | 0       |
|      | Jacky Ickx           | Matra        |         |         |         |         |         | DNF     |         |         |         | 0       |
|      | Moises Solana        | Cooper       |         |         |         |         |         |         |         |         | DNF     | 0       |

### Konstrukteurswertung
- Für jedes Rennen wurde die höchste Punktzahl aller Fahrer eines Konstrukteurs gezählt. Die besten fünf (von neun) Einzelergebnisse wurden addiert
- Streichresultate in Klammern

| Pos. | Konstrukteur        | Fahrer              |         |         |         |         |         |         |         |         |         | Punkte  |
| 01   | Brabham-Repco       | Jack Brabham        |         | (3)     | 0009000 | 0009000 | 0009000 | 0009000 |         |         | 6       | 42 (49) |
| 01   | Brabham-Repco       | Denis Hulme         |         |         |         |         |         |         | (4)     |         |         | 42 (49) |
| 02   | Ferrari             | John Surtees        |         | 0009000 |         |         |         |         |         |         |         | 32 (31) |
| 02   | Ferrari             | Ludovico Scarfiotti |         |         |         |         |         |         | 0009000 |         |         | 32 (31) |
| 02   | Ferrari             | Lorenzo Bandini     | 6       |         |         |         | 1       | (1)     |         |         |         | 32 (31) |
| 02   | Ferrari             | Mike Parkes         |         |         | 6       |         |         |         |         |         |         | 32 (31) |
| 03   | Cooper-Maserati     | Jochen Rindt        |         | 6       | (3)     | (2)     |         |         | 3       | 6       |         | 30 (35) |
| 03   | Cooper-Maserati     | John Surtees        |         |         |         |         |         | 6       |         |         | 0009000 | 30 (35) |
| 04   | B.R.M.              | Graham Hill         |         |         |         | 4       | 6       | 3       |         |         |         | 19      |
| 04   | B.R.M.              | Jackie Stewart      | 0009000 |         |         |         |         |         |         |         |         | 19      |
| 05   | Lotus-B.R.M.        | Jim Clark           |         |         |         |         |         |         |         | 0009000 |         | 13      |
| 05   | Lotus-B.R.M.        | Mike Spence         |         |         |         |         | 2       |         | 2       |         |         | 13      |
| 06   | Lotus-Climax        | Jim Clark           |         |         |         | 3       | 4       |         |         |         |         | 8       |
| 06   | Lotus-Climax        | Peter Arundell      |         |         |         |         |         |         |         | 1       |         | 8       |
| 07   | Eagle-Climax        | Dan Gurney          |         |         | 2       |         |         |         |         |         | 2       | 0004000 |
| 08   | Honda               | Richie Ginther      |         |         |         |         |         |         |         |         | 3       | 3       |
| 09   | McLaren-Ford        | Bruce McLaren       |         |         |         |         |         |         |         | 2       |         | 2       |
| 010  | Brabham-BRM         | John Taylor         |         |         | 1       |         |         |         |         |         |         | 1       |
| 010  | McLaren-Serenissima | Bruce McLaren       |         |         |         | 1       |         |         |         |         |         | 1       |
| 010  | Brabham-Climax      | Bob Anderson        |         |         |         |         |         |         | 1       |         |         | 1       |

## Nicht zur Weltmeisterschaft zählende Formel-1-Rennen
1966 fanden neben den neun Weltmeisterschaftsläufen 17 Formel-1-Rennen statt, die keinen Weltmeisterschaftsstatus hatten.

### Großer Preis von Südafrika
| Platz | Fahrer         | Konstrukteur   | Zeit       |
| ----- | -------------- | -------------- | ---------- |
| 1     | Mike Spence    | Lotus          | 1:29:39,4  |
| 2     | Jo Siffert     | Brabham-B.R.M. | + 2 Runden |
| 3     | Peter Arundell | Lotus          | + 2 Runden |
| PP    | Jack Brabham   | Brabham-Repco  | 1:25,1     |
| SR    | Jack Brabham   | Brabham-Repco  | 1:25,2     |

Der Große Preis von Südafrika fand am 1. Januar 1966 auf dem Prince George Circuit statt und ging über eine Distanz von 60 Runden à 3,91 km, was einer Gesamtdistanz von 234,592 km entspricht.
1966 wurde der Große Preis von Südafrika nicht in der offiziellen Formel-1-Weltmeisterschaft gewertet.
Mike Spence gewann das Rennen vor Jo Siffert und Peter Arundell.

### Cape South Easter Grand Prix
| Platz | Fahrer        | Konstrukteur  | Zeit        |
| ----- | ------------- | ------------- | ----------- |
| 1     | John Love     | Cooper-Climax | unbekannt   |
| 2     | Sam Tingle    | LDS-Climax    | selbe Runde |
| 3     | Tony Jeffries | Cooper-Climax | selbe Runde |
| PP    | unbekannt     |               |             |
| SR    | unbekannt     |               |             |

Der Cape South Easter Grand Prix fand am 8. Januar 1966 bei Kapstadt auf dem Killarney Motor Racing Circuit statt und ging über zwei Läufe mit einer Distanz von je 25 Runden à 3,267 km, was einer Gesamtdistanz von 163,350 km entspricht.
Das Rennen war der 1. Saisonlauf in der Südafrikanischen Formel-1-Meisterschaft.
John Love gewann das Rennen vor Sam Tingle und Tony Jeffries.

### Rand Autumn Trophy
| Platz | Fahrer      | Konstrukteur  | Zeit      |
| ----- | ----------- | ------------- | --------- |
| 1     | John Love   | Cooper-Climax | unbekannt |
| 2     | Sam Tingle  | LDS-Climax    | + 1 Runde |
| 3     | Clive Puzey | Lotus         | + 1 Runde |
| PP    | John Love   | Cooper-Climax | 1:31,8    |
| SR    | John Love   | Cooper-Climax | 1:31,7    |

Die Rand Autumn Trophy fand am 5. März 1966 auf dem Kyalami Grand Prix Circuit statt und ging über eine Distanz von 40 Runden à 4,094 km, was einer Gesamtdistanz von 163,760 km entspricht.
Das Rennen war der 2. Saisonlauf in der Südafrikanischen Formel-1-Meisterschaft.
John Love gewann das Rennen vor Sam Tingle und Clive Puzey.

### Gran Premio di Siracusa
| Platz | Fahrer          | Konstrukteur | Zeit       |
| ----- | --------------- | ------------ | ---------- |
| 1     | John Surtees    | Ferrari      | 1:40:08,3  |
| 2     | Lorenzo Bandini | Ferrari      | + 24,6     |
| 3     | David Hobbs     | Lotus-B.R.M. | + 2 Runden |
| PP    | John Surtees    | Ferrari      | 1:42,3     |
| SR    | John Surtees    | Ferrari      | 1:43,4     |

Der 15. Gran Premio di Siracusa fand am 1. April 1966 auf dem Circuito di Siracusa in Sizilien statt und ging über eine Distanz von 56 Runden à 5,615 km, was einer Gesamtdistanz von 314,46 km entspricht.
John Surtees gewann das Rennen vor Lorenzo Bandini und David Hobbs.

### Easter Grand Prix
| Platz | Fahrer        | Konstrukteur  | Zeit        |
| ----- | ------------- | ------------- | ----------- |
| 1     | John Love     | Cooper-Climax | unbekannt   |
| 2     | Dave Charlton | Brabham-Lotus | selbe Runde |
| 3     | Sam Tingle    | LDS-Climax    | selbe Runde |
| PP    | unbekannt     |               |             |
| SR    | unbekannt     |               |             |

Der Easter Grand Prix fand am 11. April 1966 auf dem Roy Hesketh Circuit in Südafrika statt und ging über zwei Läufe mit einer Distanz von je 33 Runden à 2,901 km, was einer Gesamtdistanz von 191,47 km entspricht.
Das Rennen war der 3. Saisonlauf in der Südafrikanischen Formel-1-Meisterschaft.
John Love gewann das Rennen vor Dave Charlton und Sam Tingle.

### Bulawayo 100
| Platz | Fahrer        | Konstrukteur  | Zeit        |
| ----- | ------------- | ------------- | ----------- |
| 1     | Dave Charlton | Brabham-Lotus | unbekannt   |
| 2     | Tony Jeffries | Cooper-Climax | selbe Runde |
| 3     | Clive Puzey   | Lotus         | selbe Runde |
| PP    | unbekannt     |               |             |
| SR    | unbekannt     |               |             |

Das Bulawayo 100 fand am 5. Mai 1966 in Kumalo in Südafrika statt und ging über eine Distanz von 50 Runden à 3,315 km, was einer Gesamtdistanz von 165,75 km entspricht.
Das Rennen war der 4. Saisonlauf in der Südafrikanischen Formel-1-Meisterschaft.
Dave Charlton gewann das Rennen vor Tony Jeffries und Clive Puzey.

### BRDC International Trophy
| Platz | Fahrer       | Konstrukteur    | Zeit      |
| ----- | ------------ | --------------- | --------- |
| 1     | Jack Brabham | Brabham-Repco   | 52:57,6   |
| 2     | John Surtees | Ferrari         | + 4,7     |
| 3     | Jo Bonnier   | Cooper-Maserati | 35 Runden |
| PP    | Jack Brabham | Brabham-Repco   | 1:29,8    |
| SR    | Jack Brabham | Brabham-Repco   | 1:29,8    |

Die 18. BRDC International Trophy fand am 14. Mai 1966 auf dem Silverstone Circuit statt und ging über eine Distanz von 35 Runden à 4,711 km, was einer Gesamtdistanz von 165,003 km entspricht.
Jack Brabham gewann das Rennen vor John Surtees und Jo Bonnier.
1. ↑  „Unklar Quellenlage, alle Quellen geben sowohl für die Gesamtdistanz und die Rundenzahl von Jo Bonnier 35 Runden an. “. www.silhouet.com, abgerufen am 27. Januar 2013.

### Republic Day Trophy
| Platz | Fahrer         | Konstrukteur   | Zeit        |
| ----- | -------------- | -------------- | ----------- |
| 1     | John Love      | Cooper-Climax  | unbekannt   |
| 2     | Dave Charlton  | Brabham-Lotus  | selbe Runde |
| 3     | Peter de Klerk | Brabham-Climax | selbe Runde |
| PP    | John Love      | Cooper-Climax  | 1:31,5      |
| SR    | John Love      | Cooper-Climax  | 1:30,7      |

Die Republic Day Trophy fand am 28. Mai 1966 auf dem Kyalami Grand Prix Circuit statt und ging über eine Distanz von 40 Runden à 4,094 km, was einer Gesamtdistanz von 163,760 km entspricht.
Das Rennen war der 5. Saisonlauf in der Südafrikanischen Formel-1-Meisterschaft.
John Love gewann das Rennen vor Dave Charlton und Peter de Klerk.

### Natal Winter Grand Prix
| Platz | Fahrer           | Konstrukteur  | Zeit        |
| ----- | ---------------- | ------------- | ----------- |
| 1     | John Love        | Cooper-Climax | unbekannt   |
| 2     | Sam Tingle       | LDS-Climax    | selbe Runde |
| 3     | Jackie Pretorius | Lotus-Climax  | selbe Runde |
| PP    | unbekannt        |               |             |
| SR    | unbekannt        |               |             |

Der Natal Winter Grand Prix fand am 26. Juni 1966 auf dem Roy Hesketh Circuit in Südafrika statt und ging über zwei Läufe mit einer Distanz von je 33 Runden à 2,901 km, was einer Gesamtdistanz von 191,47 km entspricht.
Das Rennen war der 6. Saisonlauf in der Südafrikanischen Formel-1-Meisterschaft.
John Love gewann das Rennen vor Sam Tingle und Tony Jeffries.

### Border 100
| Platz | Fahrer           | Konstrukteur  | Zeit        |
| ----- | ---------------- | ------------- | ----------- |
| 1     | Sam Tingle       | LDS-Climax    | unbekannt   |
| 2     | Jackie Pretorius | Lotus-Climax  | selbe Runde |
| 3     | Doug Serrurier   | LDS-Climax    | selbe Runde |
| PP    | unbekannt        |               |             |
| SR    | John Love        | Cooper-Climax | 1:26,7      |

Das Border 100 fand am 11. Juli 1966 auf dem Prince George Circuit in südafrikanischen East London statt und ging über zwei Läufe mit einer Distanz von je 25 Runden à 3,92 km, was einer Gesamtdistanz von 196,00 km entspricht.
Das Rennen war der 7. Saisonlauf in der Südafrikanischen Formel-1-Meisterschaft.
Sam Tingle gewann das Rennen vor Jackie Pretorius und Doug Serrurier.

### Governor General Cup
| Platz | Fahrer        | Konstrukteur  | Zeit        |
| ----- | ------------- | ------------- | ----------- |
| 1     | Dave Charlton | Brabham-Lotus | unbekannt   |
| 2     | John Love     | Cooper-Climax | selbe Runde |
| 3     | Sam Tingle    | LDS-Climax    | selbe Runde |
| PP    | unbekannt     |               |             |
| SR    | unbekannt     |               |             |

Der Governor General Cup fand am 24. Juli 1966 auf dem Straßenkurs von Lourenço Marques (heute: Maputo) in der damaligen portugiesischen Kolonie statt, die Strecke war 3,315 km lang, die Anzahl der Runden und die Gesamtdistanz sind nicht bekannt.
Das Rennen war der 8. Saisonlauf in der Südafrikanischen Formel-1-Meisterschaft.
Dave Charlton gewann das Rennen vor John Love und Sam Tingle.

### Rand Winter Trophy
| Platz | Fahrer        | Konstrukteur  | Zeit        |
| ----- | ------------- | ------------- | ----------- |
| 1     | John Love     | Cooper-Climax | unbekannt   |
| 2     | Sam Tingle    | LDS-Climax    | selbe Runde |
| 3     | Tony Jeffries | Cooper-Climax | +1 Runde    |
| PP    | John Love     | Cooper-Climax | 1:30,3      |
| SR    | John Love     | Cooper-Climax | 1:31,8      |

Die Rand Winter Trophy fand am 6. August 1966 auf dem Kyalami Grand Prix Circuit statt und ging über eine Distanz von 40 Runden à 4,094 km, was einer Gesamtdistanz von 163,760 km entspricht.
Das Rennen war der 9. Saisonlauf in der Südafrikanischen Formel-1-Meisterschaft.
John Love gewann das Rennen vor Sam Tingle und Tony Jeffries.

### Pat Fairfield Trophy
| Platz | Fahrer         | Konstrukteur  | Zeit      |
| ----- | -------------- | ------------- | --------- |
| 1     | John Love      | Cooper-Climax | 53 Runden |
| 2     | Clive Puzey    | Lotus         | +1 Runde  |
| 3     | Doug Serrurier | LDS-Climax    | +1 Runde  |
| PP    | Sam Tingle     | LDS-Climax    | unbekannt |
| SR    | unbekannt      |               |           |

Die Pat Fairfield Trophy fand am 21. August 1966 auf dem Roy Hesketh Circuit in Südafrika statt und sollte über zwei Läufe mit einer Distanz von je 33 Runden à 2,901 km gehen, was einer Gesamtdistanz von 191,47 km entspricht.
Das Rennen war der 10. Saisonlauf in der Südafrikanischen Formel-1-Meisterschaft.
John Love gewann das Rennen vor Clive Puzey und Doug Serrurier.
1. ↑  „Unklar Quellenlage, die Gesamtdistanz ist mit 66 Runden angegeben und der Sieger hat 53 Runden absolviert. Dies kann die Folge einer Rennzeitverkürzung oder eines Rennabbruchs sein.“ www.silhouet.com, abgerufen am 22. November 2013.

### Van Riebeeck Trophy
| Platz | Fahrer        | Konstrukteur  | Zeit        |
| ----- | ------------- | ------------- | ----------- |
| 1     | Sam Tingle    | LDS-Climax    | unbekannt   |
| 2     | Tony Jeffries | Cooper-Climax | selbe Runde |
| 3     | Leo Dave      | Cooper-Climax | selbe Runde |
| PP    | unbekannt     |               |             |
| SR    | unbekannt     |               |             |

Die Van Riebeeck Trophy fand am 3. September 1966 bei Kapstadt auf dem Killarney Motor Racing Circuit statt und ging über zwei Läufe mit einer Distanz von je 25 Runden à 3,267 km, was einer Gesamtdistanz von 163,350 km entspricht.
Das Rennen war der 11. Saisonlauf in der Südafrikanischen Formel-1-Meisterschaft.
Sam Tingle gewann das Rennen vor Tony Jeffries und Leo Dave.

### International Gold Cup
| Platz | Fahrer       | Team          | Zeit        |
| ----- | ------------ | ------------- | ----------- |
| 1     | Jack Brabham | Brabham-Repco | 1.06:14,2   |
| 2     | Denis Hulme  | Brabham-Repco | 1.06:14,2   |
| 3     | Jim Clark    | Lotus-Climax  | selbe Runde |
| PP    | Jack Brabham | Brabham-Repco | 1:34,2      |
| SR    | Jack Brabham | Brabham-Repco | 1:36,6      |

Der 13. International Gold Cup im Oulton Park fand am 17. September 1966 statt und ging über eine Distanz von 40 Runden à 4,444 km, was einer Gesamtdistanz von 177,75 km entspricht.
Jack Brabham gewann das Rennen vor Denis Hulme und Jim Clark.

### Rand Spring Trophy
| Platz | Fahrer           | Konstrukteur  | Zeit        |
| ----- | ---------------- | ------------- | ----------- |
| 1     | Dave Charlton    | Brabham-Lotus | unbekannt   |
| 2     | Sam Tingle       | LDS-Climax    | selbe Runde |
| 3     | Jackie Pretorius | Lotus-Climax  | +1 Runde    |
| PP    | John Love        | Cooper-Climax | 1:31,8      |
| SR    | John Love        | Cooper-Climax | 1:31,8      |

Die Rand Spring Trophy fand am 10. Oktober 1966 auf dem Kyalami Grand Prix Circuit statt und ging über eine Distanz von 40 Runden à 4,094 km, was einer Gesamtdistanz von 163,760 km entspricht.
Das Rennen war der 12. Saisonlauf in der Südafrikanischen Formel-1-Meisterschaft.
Dave Charlton gewann das Rennen vor Sam Tingle und Jackie Pretorius.

### Rhodesian Grand Prix
| Platz | Fahrer       | Konstrukteur   | Zeit        |
| ----- | ------------ | -------------- | ----------- |
| 1     | Bob Anderson | Brabham-Climax | unbekannt   |
| 2     | Luki Botha   | Cooper-Climax  | selbe Runde |
| 3     | Clive Puzey  | Lotus          | +2 Runden   |
| PP    | John Love    | Cooper-Climax  | 1:20,6      |
| SR    | John Love    | Cooper-Climax  | 1:21,9      |

Der Große Preis von Rhodesien fand am 4. Dezember 1966 auf dem James McNeillie Circuit in Kumalo, einem Vorort von Bulawayo, in Rhodesien statt und ging über eine Distanz von 50 Runden à 3,315 km, was einer Gesamtdistanz von 165,75 km entspricht. Das Rennen war der 13. Saison- und Endlauf in der Südafrikanischen Formel-1-Meisterschaft.
Bob Anderson gewann das Rennen vor Luki Botha und Clive Puzey.

## Kurzmeldungen Formel 1
- 1966 begann das Zeitalter der Dreilitermotoren. Die Motoren leisteten zwischen 300 und 400 PS.
- John Taylor verunglückte auf dem Nürburgring und starb einige Wochen später im Krankenhaus.
- Jack Brabham legte mit einem Regen-Sieg beim Großen Preis von Deutschland den Grundstein zum Gewinn der Formel-1-Weltmeisterschaft. Insgesamt gewann er viermal hintereinander.
- Schon 1959 und 1960 wurde Jack Brabham Weltmeister und verschwand danach für fünf Jahre im erfolglosen Mittelfeld der Formel 1. Er erschien deshalb 1966 (schon 40-jährig) in Zandvoort mit einem angeklebten Rauschebart und hinkend auf Krücken. Anschließend gewann er das Rennen.
- John Frankenheimers Film Grand Prix spielt in dieser Saison.